# Ямпольський Аркадій Євсейович
Аркадій Євсейович (Овсійович) Ямпольський (1905, Російська імперія — ?) — український радянський державний діяч, директор Дніпропетровського трубопрокатного заводу імені Леніна. Кандидат у члени ЦК КП(б)У в травні 1940 — січні 1949 року.

## Біографія
Освіта вища.
Член ВКП(б) з 1932 року.
До 1941 року — директор Дніпропетровського трубопрокатного заводу імені Леніна; директор Нижньодніпровського заводу імені Карла Лібкнехта міста Дніпропетровська.
З 1941 року — директор Сінарського (Каменськ-Уральського) трубного заводу № 705 РРФСР.

## Нагороди
- два ордени Леніна (26.03.1939)
- три ордени Трудового Червоного Прапора (10.04.1943)